# اکونتس آو کمیکال ریسرچ
اکونتس آو کمیکال ریسرچ (به انگلیسی: Accounts of Chemical Research) ، نام یکی از نشریه‌های تخصصیِ علم شیمی است که از سال ۱۹۶۸ به‌دست انجمن شیمی امریکا و به زبان انگلیسی چاپ می‌رسد.
این ماهنامه که از نوع داوری همتا است، در سال ۲۰۱۱ میلادی ، ایمپکت فاکتور : ۲۱/۶۴ را دارا بوده است.